# Estádio dos Plátanos
O Estádio dos Plátanos é um estádio de futebol situado em Santa Cruz do Sul, no estado do Rio Grande do Sul. Pertence ao Futebol Clube Santa Cruz e tem capacidade para aproximadamente 3.500  pessoas. Também é o local onde o Santa Cruz do Sul Chacais manda seus jogos em competições do futebol americano.
Em 2016, o vestiário destinado ao time locatário passou por reformas.
Em setembro de 2017 o estádio sediou a 5ª edição do Festival da Cerveja Gaúcha, após a organização não ter conseguido locar o Parque da Oktoberfest.